# Robert Schumann
Robert Alexander Schumann (Zwickau, 8 giugno 1810 – Endenich, 29 luglio 1856) è stato un compositore, pianista e critico musicale tedesco.
È considerato come uno degli iniziatori del romanticismo musicale nonché uno dei suoi esponenti più importanti: le prime composizioni considerate autenticamente romantiche sono infatti le sue opere pianistiche pubblicate intorno al 1830. La sua musica riflette la natura profondamente individualista del Romanticismo. Intellettuale ed esteta, meditativo, ma sempre proiettato verso il futuro, fu poco compreso in vita; la sua musica è invece oggi considerata audacemente originale per l'armonia, il ritmo, la forma e per la tecnica pianistica innovativa, ma sempre lontana da effetti volutamente virtuosistici. Con la sua attività di critico musicale sostenne e fece conoscere l'arte di Chopin e le composizioni di Brahms.
Nel 1840 sposò Clara Wieck, anch'ella pianista e compositrice che, dopo la morte del consorte, operò alacremente per la diffusione della sua musica al di là della cerchia dei suoi illustri estimatori, tra cui Franz Liszt, Felix Mendelssohn, Ferdinand Hiller e il giovane Brahms. Inoltre, ella non risparmiò feroci critiche a chi, come Wagner, in buona o in malafede, si esprimeva negativamente su Robert Schumann.

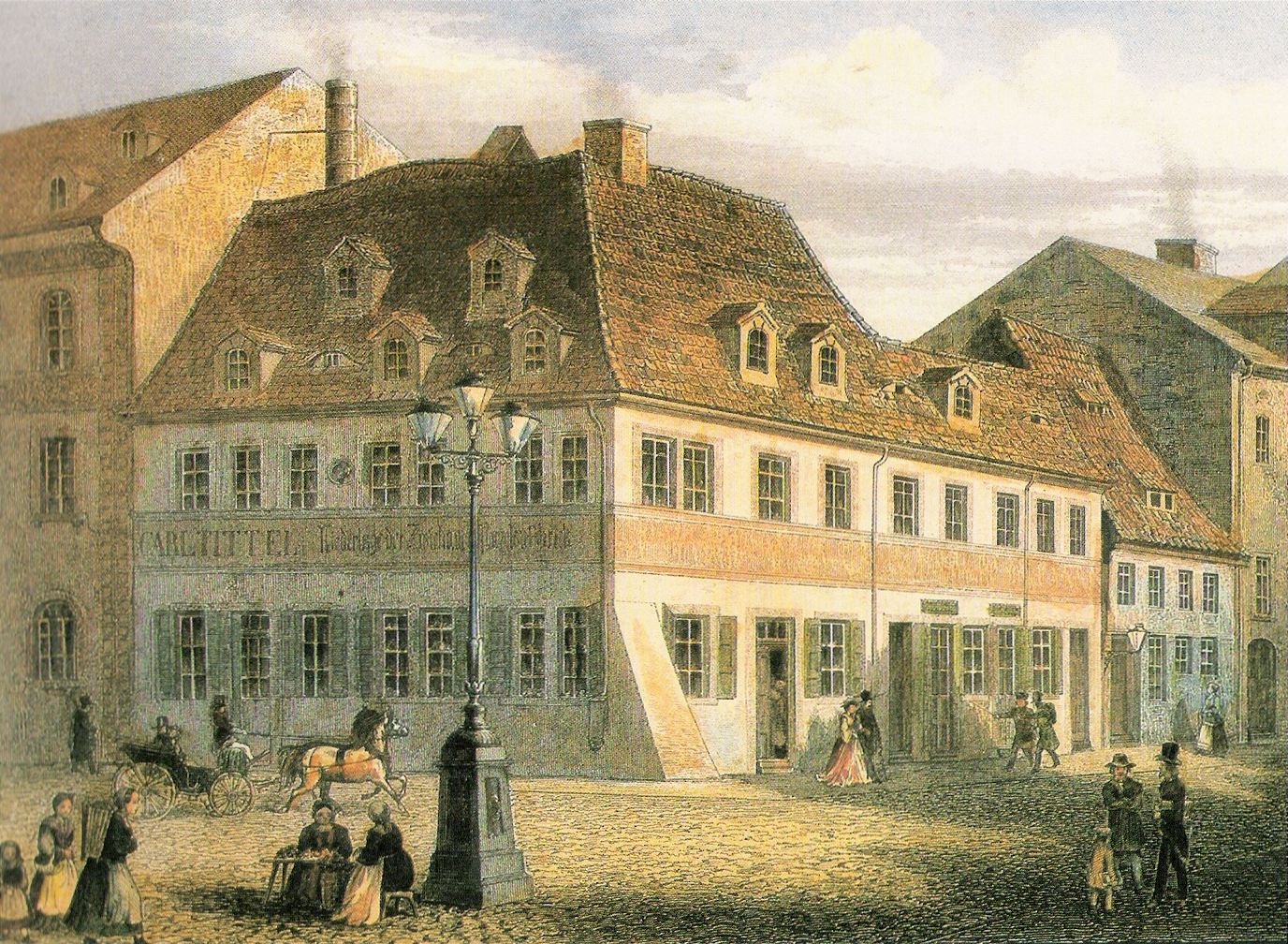
Casa di Schumann a Zwickau

## Biografia

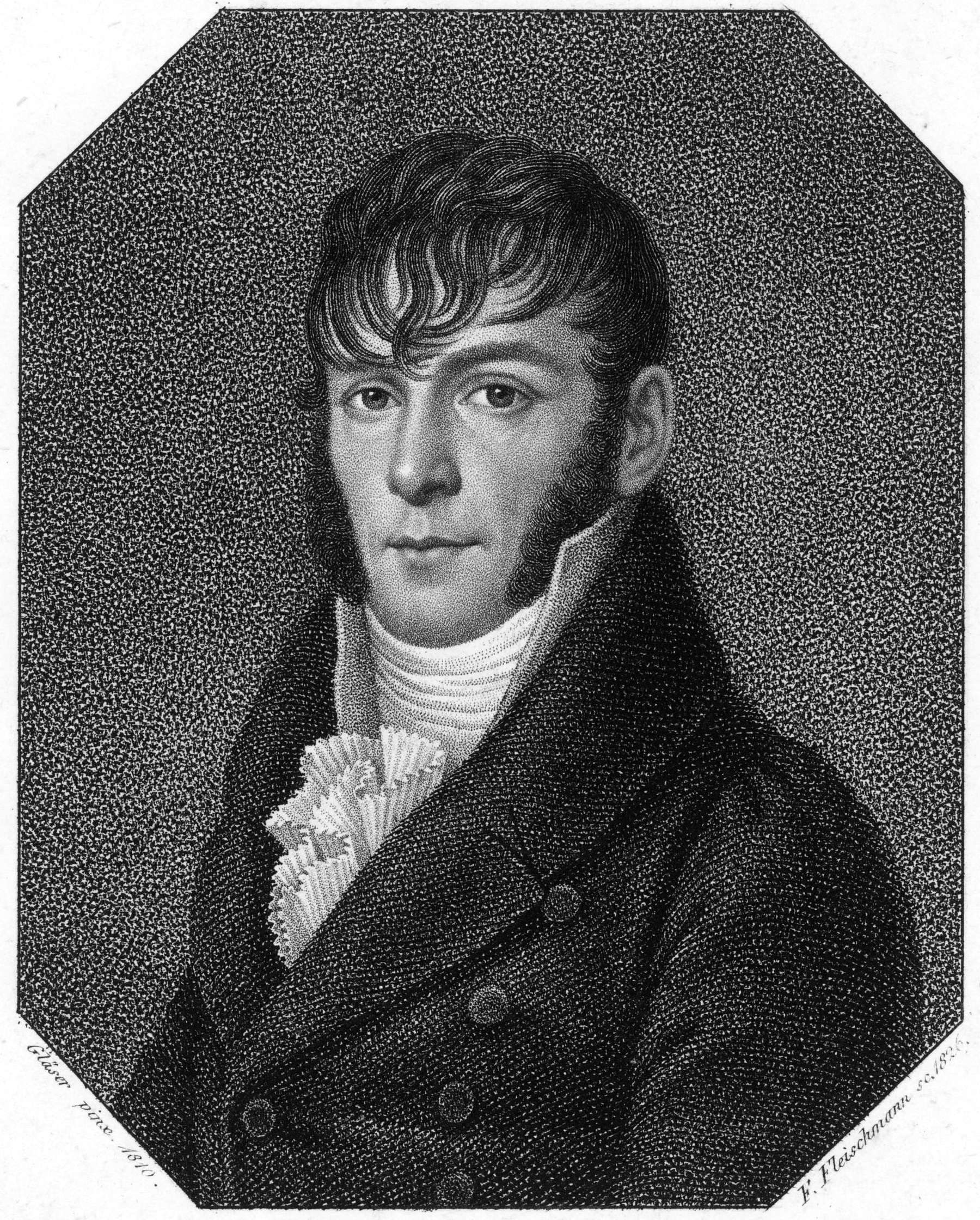
Il padre del musicista, August Schumann

### I primi anni
Robert Schumann nacque a Zwickau, cittadina della Sassonia, circondato da quella natura che tanta influenza avrà sulla formazione del futuro musicista. Fu l'ultimo di sei figli di August Schumann, libraio, editore e anche autore di racconti e romanzi. La madre, Johanne Christiane Schnabel, era figlia di un medico ed era una discreta pianista dilettante.
Il giovane Robert si appassionò durante la sua fanciullezza alla poesia e alla musica, assecondato dal padre che gli trasmise l'amore per la letteratura guidandolo nelle letture. All'età di sette anni iniziò a studiare musica con Johann Gottfried Kentsch, organista della cattedrale. August, che era di salute malferma, si recava spesso a fare cure termali a Carlsbad, qui nel 1819 portò con sé il figlio e lo accompagnò a un concerto di Ignaz Moscheles, celebre virtuoso; Robert ne rimase talmente impressionato che da allora decise assolutamente di diventare pianista. Nel 1825 la sorella maggiore Emilia si suicidò. Nel 1826 morì il padre e Robert, diplomatosi al liceo due anni dopo, per soddisfare il desiderio della madre, si iscrisse all'università di Lipsia per compiervi gli studi di diritto (che definiva "fredda giurisprudenza"), continuando nonostante tutto a coltivare la passione per la musica. Il padre gli aveva lasciato nel testamento una somma di diecimila talleri affinché terminasse gli studi, evitandogli in tal modo di entrare a far parte della ditta di famiglia di cui si occupavano già i suoi fratelli. A Lipsia Robert più che studiare legge si interessò alla vita musicale della città, frequentò i concerti e prese in affitto un pianoforte. Conobbe in questo periodo Friedrich Wieck, allora il più importante insegnante di pianoforte di Lipsia e riuscì a diventarne allievo; si dedicò così interamente alla musica, immergendosi subito in uno studio alacre per riguadagnare il tempo perduto durante gli anni di Università. Le sue inclinazioni non erano solo verso la musica: egli aveva subito molto l'influenza del padre August, un "homme de lettres"  che con il fratellastro aveva gestito la libreria e casa editrice "Gebrüder Schumann", a Zwickau, specializzata nella pubblicazione in formato tascabile di narrativa, soprattutto inglese. Lesse infatti moltissimo, Byron, Tieck, ma soprattutto Jean Paul Richter per cui ebbe una vera predilezione.
Dopo qualche tempo Schumann si trasferì a Heidelberg e intraprese un viaggio in Italia durante il quale ebbe l'occasione di sentir cantare Giuditta Pasta a Milano al Teatro alla Scala. Rientrato in Germania nel 1830, a Francoforte, ascoltò suonare Paganini il cui virtuosismo non fece altro che rinvigorire il suo desiderio di diventare pianista concertista. In una lettera alla madre, pur essendo consapevole del dispiacere che le avrebbe dato lasciando l'università, le confessò di essere "più risoluto che mai" nel volere intraprendere la strada artistica.

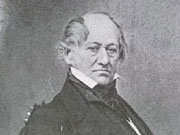
Il maestro Friedrich Wieck

### Gli inizi
"Ho sognato di affogare nel Reno": Schumann annotò su un foglietto questo pensiero all'età di 19 anni. Inconsapevolmente egli previde il suo destino, la vita che avrebbe trascorso in Renania e anche il tentativo di suicidio nel fiume.
Robert riprese le lezioni con Wieck e, come era uso all'epoca, si trasferì in casa del maestro; per i primi sei mesi si dedicò intensamente allo studio del pianoforte, suonò spesso a quattro mani con la figlia del maestro, Clara, ma non faceva molti progressi. Scrisse in questo periodo la sua prima composizione, le Variazioni sul nome Abegg, che pubblicò l'anno seguente come op. 1. Andando contro le indicazioni di Wieck, Schumann non volle prendere lezioni di teoria musicale con Carl Theodor Weinlig preferendogli Heinrich Dorn, più giovane e disponibile, che lo introdusse allo studio delle partiture di Beethoven.
Al momento Schumann pensava soprattutto a diventare un concertista e non un compositore. Lo studio dello strumento, così come lo aveva affrontato, lo rendeva però insoddisfatto e nervoso. Quando nell'inverno fra il 1831 e il 1832 Wieck partì per accompagnare la figlia Clara (undicenne ma già pianista di talento) in un giro di concerti, Schumann pensò bene di fare degli esperimenti per migliorare la sua tecnica. Escogitò un apparecchio che avrebbe dovuto allargare la divaricazione fra le dita e quindi agevolare l'estensione della mano. Il musicista già in precedenza aveva manifestato difficoltà alla mano destra, probabilmente dovute a grande affaticamento, ma in seguito i problemi si fecero più seri. Nel frattempo aveva scritto la sua seconda composizione, i Papillons. Quando i Wieck rientrarono, Schumann aveva previsto di fare ascoltare la nuova opera al maestro, ma il problema della mano si era aggravato al punto che il dito medio era diventato inutilizzabile; i Papillons furono eseguiti da Clara che imparò la composizione in soli tre giorni.
Le ipotesi che sono state fatte sul problema della mano di Schumann sono svariate, le cause del danno non sono certe e non è nemmeno sicuro se il dito offeso fosse il medio o l'anulare. Secondo alcuni, tra cui Eugenie, una delle figlie del compositore, il musicista si sarebbe fasciato l'anulare per migliorare l'indipendenza delle dita; secondo il musicologo Sams il problema sarebbe derivato da un avvelenamento da mercurio usato per una sospetta sifilide. La distruzione delle cartelle mediche del musicista, voluta dalla famiglia dopo la sua morte, non permette di avere una valutazione in merito.
Schumann decise allora di dedicarsi alla composizione, le Variazioni e i Papillons furono presto seguiti da altri pezzi per pianoforte solo; da allora e per dieci anni scrisse esclusivamente per pianoforte, rassicurato anche dalle buone recensioni critiche ottenute dai Papillons. Continuò a studiare con Dorn con cui analizzò molte fughe, ma ben presto, stancatosi, troncò le lezioni e continuò da solo a esaminare Il clavicembalo ben temperato. Nel 1833 morì per tubercolosi il fratello Julius e la notizia gli provocò una profonda crisi depressiva che lo lasciò, dopo averla superata, in uno stato di irrequietezza e pieno di paure.  Si ammalò in seguito anche di malaria, malattia di cui morì la cognata Rosalie da lui considerata quasi una sorella; l'avvenimento lo turbò molto e gli causò una nuova crisi di nervi. 
Iniziò a prender parte a delle serate con Wieck e altri intellettuali durante le quali discutevano delle nuove idee musicali constatando come l'editoria fosse ancorata al classicismo e ignorasse volutamente la nuova musica. Schumann da qualche tempo aveva iniziato a pubblicare articoli di critica musicale, scrisse anche sui concerti di Clara, lodandola, rimanendo però anonimo. Celebre è la sua recensione sulle Variazioni op. 2 di Chopin, ascoltate nel dicembre 1831 e pubblicate sull'Allgemeine musikalische Zeitung, in cui si espresse dicendo: "Giù il cappello signori, un genio!".
Introspettiva e spesso stravagante, la sua prima produzione musicale era un tentativo di rompere con la tradizione delle forme e delle strutture classiche che considerava troppo restrittive. Con le sue composizioni Schumann attrasse l'attenzione di giovani musicisti e appassionati di musica; con alcuni, tra cui anche Wieck, creò nel 1834 una nuova rivista, la Neue Leipziger Zeitschrift für Musik; ben presto però lo stampatore non fu soddisfatto delle pubblicazioni, vendute in numero esiguo. Schumann allora acquistò i diritti di stampa e, da solo, si dedicò alla rivista che divenne la Neue Zeitschrift für Musik, ottenendo finalmente i riscontri desiderati. La nuova pubblicazione, tuttora esistente, si basava sul progresso musicale ed era orientata a opporsi ai vecchi metodi di insegnamento che corrompevano il gusto e impedivano lo slancio dell'arte, e anche a un certo dilettantismo invadente. Scriveva con passione e secondo il suo umore o stato d'animo, firmando talvolta i suoi lavori con pseudonimi, come "Eusebius" o "Florestan" o ancora "Meister Raro". I Davidsbündler (Lega dei compagni di David) rappresentavano gli artisti che si opponevano ai reazionari e che lottavano metaforicamente contro i filistei dell'arte. Questa Lega, anche se esisteva realmente solo nella fantasia di Schumann, trovava comunque corrispondenza con quei giovani musicisti che frequentavano i caffè letterari di Lipsia dove si parlava di musica e a cui partecipava anche Wieck, tutt'altro che reazionario in materia d'arte. Fino al 1844 Schumann redasse quasi da solo la rivista, scrivendo un gran numero di articoli e studi, ma le sue prime composizioni non trovarono favore se non nella cerchia degli amici e di appassionati tra cui Mendelssohn e Liszt, che commentarono positivamente le sue opere, mentre per il grande pubblico risultavano troppo complesse. 

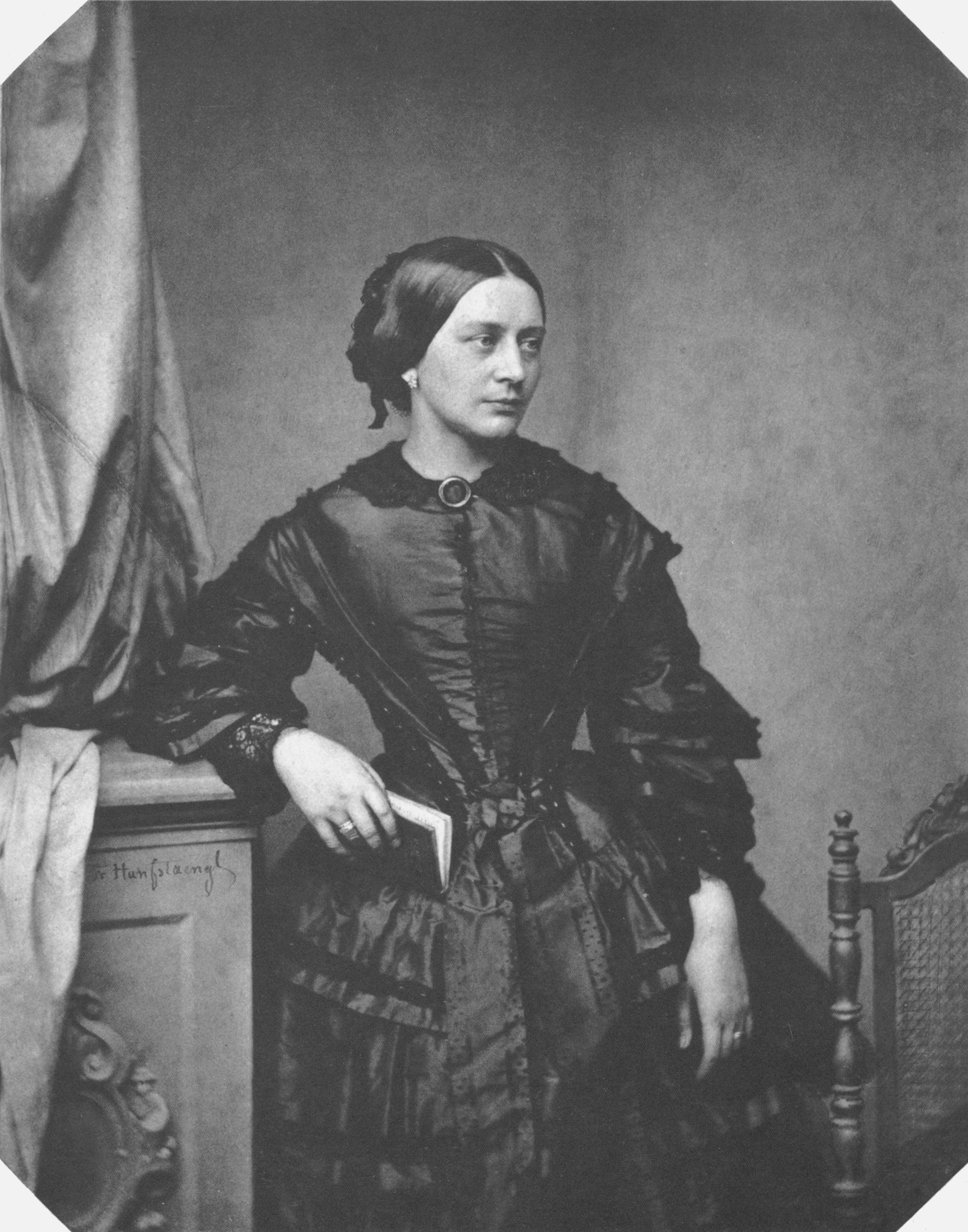
Clara Wieck Schumann, 1857

### Robert e Clara
Il primo vero amore del musicista fu una sua compagna di studi, Ernestine von Fricken, una giovane boema che studiava pianoforte vivendo nell'abitazione di Wieck. Da lei Schumann fu ispirato per una delle sue prime composizioni importanti, il Carnaval op. 9. Allo stesso periodo risale l'inizio della stesura degli Studi sinfonici, scritti partendo da uno spunto musicale del barone von Fricken, padre di Ernestine e musicista dilettante. La storia con la giovane durò però solo poco più di un anno, Schumann stava incominciando ad accorgersi di Clara in un modo nuovo, non solo come pianista. La figlia di Wieck aveva appena quindici anni e Robert l'aveva conosciuta bambina di soli dieci anni. Il padre, geloso di lei, la voleva destinata a un futuro di grande concertista e quando intuì l'interesse del musicista, la costrinse a lunghe tournée pur di allontanarla da Schumann. Ormai Clara era già una giovane pianista affermata, ai suoi concerti assisteva Goethe, Nicolò Paganini la ascoltò più volte suonare e la presentò a critici musicali; le regalò anche una composizione scritta apposta per lei. In seguito Clara diverrà una delle pianiste più ricercate del suo tempo.
Iniziarono allora mesi molto tormentati per i due giovani; Wieck cercò in tutti i modi di tenerli separati, usando ogni mezzo anche la maldicenza; proibì alla figlia di scrivere lettere a Schumann, ma i due innamorati continuarono a corrispondere in maniera clandestina. La morte della madre nel 1836 lasciò Robert nello sconforto e ancor più desideroso di avere l'affetto di Clara. Nella desolazione il musicista riuscì a comporre alcune delle sue opere più intense come la Sonata in Fa diesis minore e il Concerto senza orchestra. Nel 1837, con Clara ancora lontana per i suoi concerti, incominciò a consolarsi con l'alcool, ma continuò a comporre terminando gli Studi sinfonici. I due innamorati si rividero nell'agosto di quell'anno per un concerto che Clara tenne a Lipsia durante il quale suonò la Sonata op. 11 che Robert le aveva dedicato. 
Il 1838 fu un anno più tranquillo per il compositore che scrisse lavori più pacati e sereni come le Kinderszenen e le Novellette. Decise di tentare la conquista di Vienna e del suo ambiente musicale, ma fu una grande delusione, i viennesi non prestarono la minima attenzione alle opere del musicista. Nonostante l'amarezza, durante i sei mesi passati nella città, Schumann riuscì a ritrovare l'ispirazione e compose alcune opere tra cui Humoreske. Conobbe anche Ferdinand, fratello di Franz Schubert, che gli mostrò numerosi manoscritti del musicista ancora inediti; tra questi Schumann trovò una sinfonia di notevoli dimensioni che prese con sé e fece in seguito eseguire a Lipsia al Gewandhaus: era la Sinfonia in Do maggiore poi denominata La grande.
 

Rientrato in Germania, Robert attraversò un nuovo periodo buio, tormentato da strane premonizioni che minarono ancora di più la sua stabilità psicologica. Chiese ancora una volta la mano di Clara, ma Wieck si oppose al matrimonio con tutte le sue forze in quanto, pur riconoscendo in realtà l'immenso talento del giovane, ne vedeva anche lo scarso equilibrio mentale e ne deplorava la tendenza all'alcolismo; per contrastarli pensò addirittura di diseredare Clara e tenere per sé i compensi dei suoi concerti. Quest'ultima mossa convinse la figlia a soluzioni radicali, ai due innamorati rimase pertanto solo la via legale e si rivolsero alla Corte d'Appello per avere il consenso. Sempre più amareggiato Schumann per circa un anno non riuscì a comporre più niente; solo nel 1840 ritrovò l'ispirazione con la creazione di lieder; scrisse diversi cicli su testi di Heine e di Eichendorff. Nel mese di agosto arrivò il tanto atteso parere favorevole della Corte e i due giovani si sposarono a Schönefeld il 12 settembre 1840, giorno precedente al ventunesimo compleanno di Clara. 

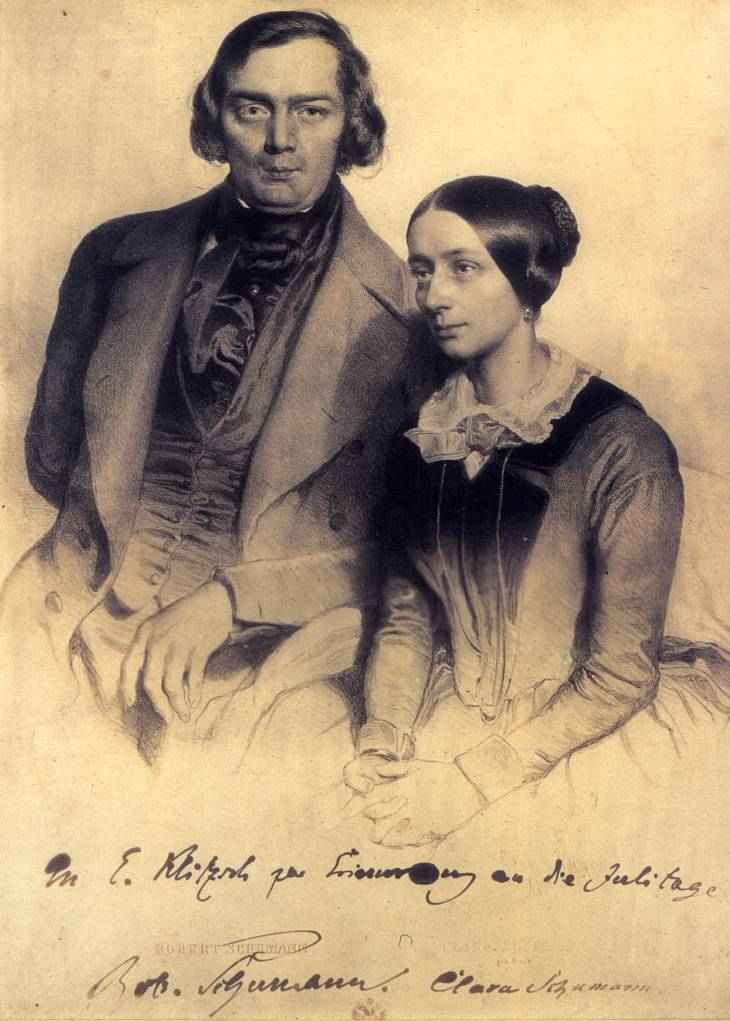
Robert e Clara Schumann, 1847

### La maturità artistica e il declino
I primi anni di matrimonio furono per Schumann felicissimi e fecondi. Ritrovò una nuova vena creativa e, dopo essersi dedicato alle composizioni per pianoforte e a quelle di lieder, si interessò alla musica sinfonica e a quella da camera, tanto che negli anni del matrimonio scrisse una grandissima quantità di lavori, toccando poi tutti i generi. Nel 1841 nacque la prima figlia, Marie, e Clara dovette per forza di cose interrompere la sua attività di concertista per qualche tempo; nel frattempo Robert fece conoscere alla moglie le sonate di Beethoven con lo scopo di ampliare il suo repertorio. Dal canto suo Schumann si scoprì compositore di musica orchestrale, accostandosi alla sinfonia. Nacque così la sua Sinfonia n. 1 La primavera che fu diretta in prima esecuzione da Mendelssohn e ottenne un grande riscontro. Nel 1842 accompagnò Clara in una serie di concerti a Weimar e a Brema, ma presto si sentì fuori posto e rientrò a Lipsia dove iniziò a cimentarsi con la musica da camera; in appena due mesi scrisse i tre Quartetti op. 41, quindi il Quintetto e il Quartetto per pianoforte e archi. Nel 1843 nacque la seconda figlia, Elisa; nello stesso anno vide la luce una composizione molto ambiziosa, un oratorio profano tratto da un testo di Thomas Moore, Il Paradiso e la Peri. La nuova opera ottenne un grandioso successo tanto da costringere il vecchio Wieck a un tentativo di riconciliazione.
Per la famiglia Schumann i problemi economici incominciarono però a farsi sentire. L'amico Mendelssohn, che aveva fondato il conservatorio di Lipsia, pensò di chiamare Schumann per insegnarvi, conferendogli la cattedra di pianoforte, composizione e lettura della partitura. Mantenne l'incarico per un anno, preferendo poi seguire la moglie in una impegnativa tournée in Russia,  dopo aver affidato le due figlie al fratello Carl. Clara si esibì a Mosca, Riga e San Pietroburgo mentre Robert poté dirigere la sua Sinfonia n. 1. Nel mese di maggio, rientrato a Lipsia, il compositore sperò di poter succedere a Mendelssohn, trasferitosi a Berlino, nella direzione della Gewandhaus, ma gli fu preferito Niels Gade. Ancora una volta deluso, Schumann lasciò Lipsia, con tutta la famiglia, per trasferirsi a Dresda. Nella nuova città inizialmente si trovò male, soprattutto perché la giudicava molto arretrata in campo musicale. Decise così di formare un nuovo Circolo che riuniva intellettuali e artisti, tra cui vi fu anche Wagner, allora Kappelmeister al Teatro di Corte. Ben presto fra i due musicisti si palesarono contrasti e disaccordi netti non solo in ambito musicale, ma anche politico; Wagner era un fautore delle idee rivoluzionarie e non nascondeva il suo interesse per le teorie di Bakunin, mentre Schumann era in disaccordo con qualsiasi idea che potesse portare agitazioni sociali e cambiamenti radicali.
Durante questo periodo si aggravarono i sintomi della sua instabilità mentale, già manifestati in precedenza; soffriva di amnesie, di allucinazioni sonore, restava assorto per ore. Tra il 1844 e il 1845 compose poco e si dedicò allo studio di Bach che lo porterà a scrivere le Quattro fughe op. 72. Completò quindi il Concerto per pianoforte e scrisse la sua seconda sinfonia che diresse a Vienna, Praga e Berlino mentre Clara si esibiva nei suoi concerti. 
Nel 1847 assunse la direzione della società corale Liedertafel, sostituendo Ferdinand Hiller e, per poter eseguire opere di maggiore portata, nel 1848 fondò il Verein für Chorgesang, una società corale mista. Volle poi cimentarsi con l'opera lirica, cercando di scrivere un lavoro che fosse profondamente tedesco, sull'esempio del Fidelio di Beethoven. Scelse a tal scopo una storia medievale, Genoveva di Brabante; l'amico Robert Reinick scrisse un libretto che Schumann musicò, terminando l'opera l'anno seguente. Genoveva dovette però aspettare due anni per la rappresentazione che ottenne pochi riscontri positivi. Tornò quindi a scrivere per pianoforte creando due lavori che riflettono il suo grande amore per la natura, l'Album della gioventù e le Scene del bosco.
Nel 1849 le sommosse arrivarono fino a Dresda; Wagner si schierò a combattere a fianco di Bakunin mentre il pacifico Schumann preferì ritirarsi in un paese di campagna, Kreischa. Scrisse i due Konzertstück, altre composizioni da camera e portò a termine un ambizioso oratorio profano, Szenen aus Goethes Faust precedentemente iniziato.
Nel 1850 fu chiamato a Düsseldorf come direttore dei Concerti temporali e spirituali e della Società Corale. L'incarico di direttore non era il massimo per Schumann, vi si era cimentato poche volte ed egli era in realtà, per carattere, incapace di imporsi su un certo numero di persone per coordinarle; la necessità di avere una rendita stabile però era impellente, aveva cinque figli e per lui era impensabile che fosse solo Clara a guadagnare del denaro. Compose in questo periodo numerosi pezzi, tra cui la sua sinfonia più celebre, la terza, Renana. Come direttore si dimostrò in breve inesperto e poco efficace, litigando spesso con gli orchestrali. La situazione sfociò in una nuova crisi depressiva accompagnata da allucinazioni che lo portarono a interessarsi di spiritismo. Il Comitato dei concerti non gli rinnovò più l'incarico e venne licenziato. Un ultimo periodo di tranquillità lo visse quando conobbe nel 1853 un giovane compositore, Johannes Brahms, di cui intuì la grande potenzialità, e il violinista Joseph Joachim per cui comporrà il Concerto per violino e orchestra in Re minore.
Il 26 febbraio 1854 tentò di suicidarsi gettandosi nel Reno, fu salvato da barcaioli e chiese egli stesso di essere ricoverato in casa di cura; successivamente fu quindi internato nel manicomio di Endenich presso Bonn. Dopo pochi mesi nacque il suo ottavo figlio, Felix, che non conoscerà mai. Nel 1855 ebbe un lieve miglioramento, andò a Bonn e rimase molte ore nella piazza fermo davanti al monumento di Beethoven. Ben presto la situazione precipitò e a Endenich si trascinò ancora per circa un anno, appena rischiarato da fuggevoli lampi di lucidità, sempre assistito da Clara, quando era libera da concerti, da Brahms e da altri amici che andarono ripetutamente a trovarlo fino alla morte, avvenuta il 29 luglio 1856. Clara gli fu accanto negli ultimi due giorni di vita, ma non lo vide spirare. I funerali si tennero a Bonn il 31 luglio. 
I disturbi nervosi che accompagnarono Schumann per lunghi anni della sua vita e della sua attività compositiva vengono attribuiti da alcuni, compresi i suoi medici, a un'infezione di sifilide contratta molti anni prima della morte. È anche stato ipotizzato un tumore cerebrale (meningioma); invece secondo un'ipotesi più accreditata e argomentata scientificamente, tale da suffragare pure l'ipotesi di una base genetica per la sua famiglia, la patologia di cui soffriva è da attribuirsi alla malattia maniaco-depressiva, altrimenti detta disturbo bipolare. La morte sarebbe stata causata da avvelenamento da mercurio, usato allora come trattamento per la sifilide da cui si credeva affetto.
Clara continuò la sua carriera di pianista e, grazie ai quarant'anni trascorsi, dopo la morte del marito, in giro per l'Europa a fare concerti, nei quali proponeva, accanto a Chopin e Beethoven, pure le musiche del "suo" Robert, aumentò la notorietà di Schumann fino al punto che i diritti d'autore per l'esecuzione delle sue composizioni diventarono maggiori rispetto a quasi tutti i musicisti contemporanei.

## Eusebio e Florestano

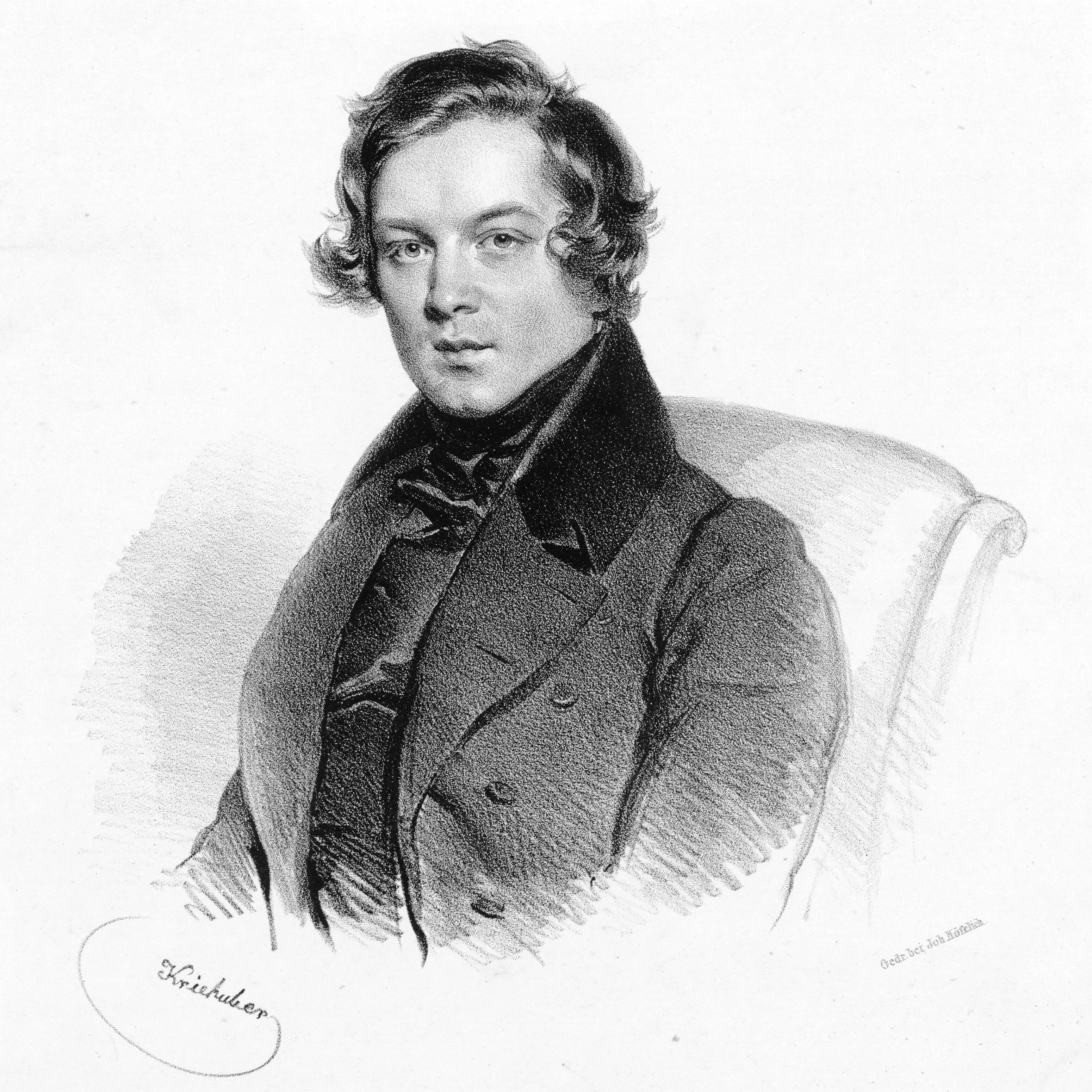
Robert Schumann nel 1839. Ritratto di J. Kriehuber

"Antico detto: Qualunque sia l'età la gioia e il dolore sono mescolate: rimani fedele alla gioia e sii pronto al dolore con coraggio": questa epigrafe introduceva la prima edizione delle Davidsbündlertänze, brevi brani per pianoforte che Schumann scrisse nel 1837, poche altre frasi potevano riassumere in maniera più esaustiva la personalità complessa, e a tratti contorta, di questo grande artista. La lega dei fratelli di Davide (Davidsbündler, per l'appunto) era l'insieme di alcuni curiosi personaggi creati dalla fantasia del musicista, dai caratteri completamente diversi tra loro, che riassumevano tutte le sfaccettature dell'animo romantico di Schumann, il cui unico denominatore comune era una lotta a spada tratta contro il pensiero conservatore settecentesco dei “filistei” (così come venivano chiamati i borghesi “parrucconi” e retrogradi dagli studenti dell'epoca, a cui Schumann contrapponeva la figura di Davide, come nell'Antico Testamento).
L'idea di scomporre la propria personalità in vari personaggi non rappresentava certo una novità schumanniana, ma trovava radici nella letteratura del primo Ottocento e, in particolare, in Jean Paul, autore molto caro al giovane Robert. Nei caratteri opposti di Eusebio e di Florestano, i due principali personaggi della lega, erano scisse anche le due sfumature fondamentali del romanticismo. Battagliera, ridondante ed eroica l'indole di Florestano; dolce, malinconica e fragile quella del più timido Eusebio. Schumann ideò i due personaggi sul modello dei due fratelli del romanzo di Jean Paul Anni acerbi; il nome di Florestano deriva dal protagonista del Fidelio beethoveniano e quello di Eusebio, forse, dal nome del santo che trovò mentre studiava la storia di Eloisa e Abelardo. A essi si affiancavano altri personaggi tra cui il pacato e misurato Maestro Raro che altri non era che il maestro Wieck. I tre nomi comparvero la prima volta nella celebre recensione sulle Variazioni op. 2 di Chopin del 1831; in seguito con gli stessi nomi Schumann, a seconda del suo stato d'animo, usava firmare la sua musica e i suoi scritti sulla Neue Zeitschrift für Musik: la rivista di progresso musicale da lui fondata che fu il manifesto di un'intera generazione di musicisti romantici. Oltre che nelle Davidsbündlertänze, dove i due sono gli indiscussi protagonisti, Florestano ed Eusebio appaiono anche nel celebre Carnaval Op. 9, la più importante e completa tra le opere giovanili di Schumann.
Questa celebre raccolta di piccoli pezzi, oltre alle due sezioni dedicate ai personaggi in questione, si conclude con una trionfale e sognatrice “Marcia dei fratelli di Davide contro i Filistei” che vede i nostri eroi tesi verso il loro obiettivo comune: il superamento dei canoni formali settecenteschi e la libertà dell'ispirazione pura nella musica e nell'arte. La difficoltà effettiva di Schumann a rimanere entro i canoni formali di allora era infatti più che evidente ed era comune a molti compositori romantici. Le sue opere più ispirate e importanti, senza nulla togliere alle sinfonie, alle sonate e ai concerti per solista e orchestra, sono per l'appunto le raccolte di piccoli pezzi pianistici dove l'ispirazione dell'autore trova la sua più libera espressione.
Lo sdoppiamento della personalità di Schumann superava di gran lunga i limiti di una licenza artistica e preludeva, infatti, a un'instabilità mentale che lo portò ad un tentativo di suicidio, al ricovero in manicomio e ad una triste morte, oltre che ad una vita non propriamente felice. Ma il concetto di due anime che convivono in una stessa personalità artistica e che, in modo diverso, perseguono lo stesso ideale rappresenta un concetto fondamentale del romanticismo ottocentesco.
Un dualismo che trova riferimenti in letteratura, nel pensiero, nella musica e nell'arte, oltre che in un modello sociale, sempre in bilico tra compostezza pubblica e passione personale, così ben espresso dai personaggi dei grandi romanzi del primo Ottocento, da Il rosso e il nero di Stendhal, a Orgoglio e pregiudizio di Jane Austen.

## Composizioni
Schumann è uno dei compositori romantici per eccellenza; sostiene Antonio Rostagno che 
Le sue opere sono un esempio di intensa passionalità e di sentimenti intimi, delicati, sensuali, autunnali. Il suo stile, ricco di sfumature, ma sempre chiaro e preciso nella condotta delle parti, è espresso attraverso un uso dell'armonia assai personale, che, come avviene per i suoi grandi contemporanei (in particolare Chopin e Liszt), si rende immediatamente riconoscibile all'orecchio dell'ascoltatore, soprattutto nei piccoli e numerosissimi brani per pianoforte per i quali è giustamente noto. Ed è forse in questi ultimi, piuttosto che nelle sue pur mirabili grandi composizioni per orchestra e per strumento solista e orchestra, che Schumann raggiunge la vetta più alta e più distintiva della sua arte. Ad ogni modo, sebbene a tratti strumentalmente imperfetta, la produzione orchestrale di Schumann, compresa la tanto discussa opera Genoveva, occupa un posto fondamentale nella musica, ponendosi come punto di riferimento dei canoni romantici: mirabili le quattro Sinfonie, non meno di quanto avvenga per capolavori pianistici come il Carnaval, gli Studi sinfonici, le dieci fughe e le tre Sonate. Compose anche grandi opere sinfonico-corali, come Das Paradies und die Peri, Der Rose Pilgerfahrt, Manfred e Scene dal 'Faust' di Goethe.

### Selezione delle opere principali

#### Per pianoforte solo
- Op. 1, Variazioni sul nome "Abegg" (1830)
- Op. 2, Papillons (1831)
- Op. 3, Sei studi sui Capricci di Paganini (1832)
- Op. 4, Sei Intermezzi (1832)
- Op. 5, Improvvisi su una romanza di Clara Wieck (prima versione 1833, seconda versione 1850)
- Op. 6, Davidsbündlertänze (prima versione 1837, seconda versione 1850)
- Op. 7, Toccata in Do maggiore (1832)
- OP. 8, Allegro in Si minore (1831)
- Op. 9, Carnaval, scènes mignonnes sur quatre notes (1833 e inverno 1834-1835)
- Op. 10, Sei studi da concerto dai Capricci di Paganini (1833)
- Op. 11, Sonata n. 1 in Fa diesis minore (1832-1835)
- Op. 12, Phantasiestücke (1837)
- Op. 13, Studi sinfonici (1837)
- Op. 14, Concerto senza orchestra in Fa minore (poi Sonata n. 3) (1836)
- Op. 15, Kinderszenen (1838)
- Op. 16, Kreisleriana (1838)
- Op. 17, Fantasia in Do maggiore (1836-1838)
- Op. 18, Arabeske (1838)
- OP. 19, Blumenstück (1839)
- Op. 20, Humoreske (1839)
- Op. 21, Novellette (1838)
- Op. 22, Sonata n. 2 in Sol minore (1838)
- Op. 23, Nachtstücke (1839)
- Op. 26, Faschingsschwank aus Wien (n. 1-4 1839; n. 5 forse inverno 1839-1840)
- Op. 28, Tre romanze (1839)
- Op. 32, Klavierstücke: Scherzo, Gigue, Romanze, Fuguette (1839)
- Op. 56, Studien für den Pedal-Flügel, sei pezzi in forma di canone (1845)
- Op. 58, Vier Skizzen für den Pedal-Flügel (1845)
- OP. 68, Album für die Jugend (1848)
- Op. 72, Quattro fughe (1845)
- Op. 76, Quattro marce (1849)
- Op. 82, Waldszenen (1849)
- Op. 99, Bunte Blätter(1836-1849)
- Op.111, Phantasiestücke (1851)
- Op.118, Drei Clavier-Sonaten für die Jugend (1853)
- Op.124, Albumblätter (1832-1845)
- Op.133, Gesänge der Frühe (1853)

#### Per pianoforte a quattro mani
- Op. 66, Bilder aus Osten, sei improvvisi (1848)
- Op. 85, Zwölf vierhandige Klavierstücke für kleine und grosse Kinder (1849)
- Op. 109, Ballszellen (1851)
- Op. 130, Kinderball (1853)

#### Per due pianoforti
- Op. 46, Andante e variazioni in Si bemolle maggiore (1843)

#### Per orchestra
Include i concerti per strumento solista con orchestra.
- Op. 38, Sinfonia n. 1 in Si bemolle maggiore Primavera (1841)
- Op. 52, Ouverture, Scherzo e Finale in Mi maggiore (1841)
- Op. 54, Concerto per pianoforte e orchestra in La minore (1841-1845)
- Op. 61, Sinfonia n. 2 in Do maggiore (1845-1846, revisione 1846-1847)
- Op. 86, Konzertstück per quattro corni e orchestra in Fa maggiore (1849)
- Op. 92, Introduzione e Allegro appassionato in Sol maggiore per pianoforte e orchestra (1849)
- Op. 97, Sinfonia n. 3 in Mi bemolle maggiore Renana (1850)
- Op. 100, Ouverture in Do minore per La sposa di Messina di Friedrich Schiller (1850-1851)
- Op. 120, Sinfonia n. 4 in Re minore (prima versione 1841, seconda versione 1851)
- Op. 128, Ouverture in Fa minore per Giulio Cesare di William Shakespeare (1851)
- Op. 129, Concerto per violoncello e orchestra in La minore (1850)
- Op. 131, Fantasia per violino e orchestra in Do maggiore (1853)
- Op. 134, Introduzione e Allegro in Re minore per pianoforte e orchestra (1853)
- Op. 136, Ouverture in Si minore per Hermann und Dorothea di Johann Wolfgang von Goethe (1851)
- Op.post, Concerto per violino e orchestra in Re minore (1853)

#### Musica da camera
- OP. 41,   Tre quartetti per archi in La minore, Fa maggiore, La maggiore (1842)
- Op. 44, Quintetto per pianoforte e archi in Mi bemolle maggiore (1842)
- Op. 47,  Quartetto per pianoforte e archi in Mi bemolle maggiore (1842)
- Op. 63,  Trio n. 1 per violino, violoncello e pianoforte in Re minore (1847)
- Op. 80,  Trio n. 2 per violino, violoncello e pianoforte in Fa maggiore (1847)
- Op. 105, Sonata per violino e pianoforte n. 1 in La minore (1851)
- Op. 110, Trio n. 3 in Sol minore per pianoforte, violino e violoncello (1851)
- Op. 121, Sonata per violino e pianoforte n. 2 in Re minore (1851)

#### Lavori vocali
I lavori vocali di Schumann toccarono varie tipologie, dal Lieder fino all'opera. La tipologia è indicata dopo la data delle opere.
- Op. 50, Das Paradies und die Peri (1843); oratorio per solisti, coro e orchestra
- Op. 81, Genoveva (1847-1848); opera
- Op. 103, Mädchenlieder (1851); Lieder per due voci femminili e pianoforte su testi di Elisabeth Kulmann
- Op. 104, Sette Lieder (1851); Lieder per voce femminile e pianoforte su testi di Elisabeth Kulmann
- Op. 112, Der Rose Pilgerfahrt (1851); oratorio per solisti, coro e orchestra
- Op. 115, Manfred (1848); musica di scena per solisti, coro e orchestra
- WoO 3, Scene dal 'Faust' di Goethe (1844-1853); oratorio per solisti, coro e orchestra

## Strumenti
Uno degli strumenti più noti che Robert Schumann suonò fu il pianoforte a coda di Conrad Graf, un regalo del costruttore di pianoforti in occasione del matrimonio di Robert e Clara nel 1840. Questo strumento si trovava nello studio di Schumann a Düsseldorf e fu poi donato da Clara Schumann a Johannes Brahms. Dopo aver cambiato alcune sistemazioni, è stato portato alla Gesellschaft der Musikfreunde (Società degli amici della musica) e può essere ammirato al Kunsthistorisches Museum di Vienna.

### Registrazioni su strumenti d'epoca
- Jörg Demus. Robert Schumann, Clara Schumann. Schumann's Clavier. Pianoforte 1839 Graf
- Alexander Melnikov. Robert Schumann. Piano Concerto. Pianoforti 1837 Erard, 1847 Streicher
- Penelope Crawford. Robert Schumann. Kinderszenen Op.15 - Abegg Variations Op.1. Pianoforte 1835 Graf
- Andreas Staier. Kinderszenen op. 15, Waldszenen op. 82, Scherzo, Gigue, Romanze und Fughette op. 32, Abegg-Variationen op. 1, Fantasiestücke op. 12, Fantasiestücke op. 111, Gesänge der Frühe op. 133, Sonate per violino e pianoforte op. 105 e 121, etc. Piano Érard, Paris 1837
- The Hanover Band, direttore Roy Goodman. Schumann. 4 Symphonies, Overture, Scherzo & Finale. Performed on period instruments, BMG 1994

## Bibliografia

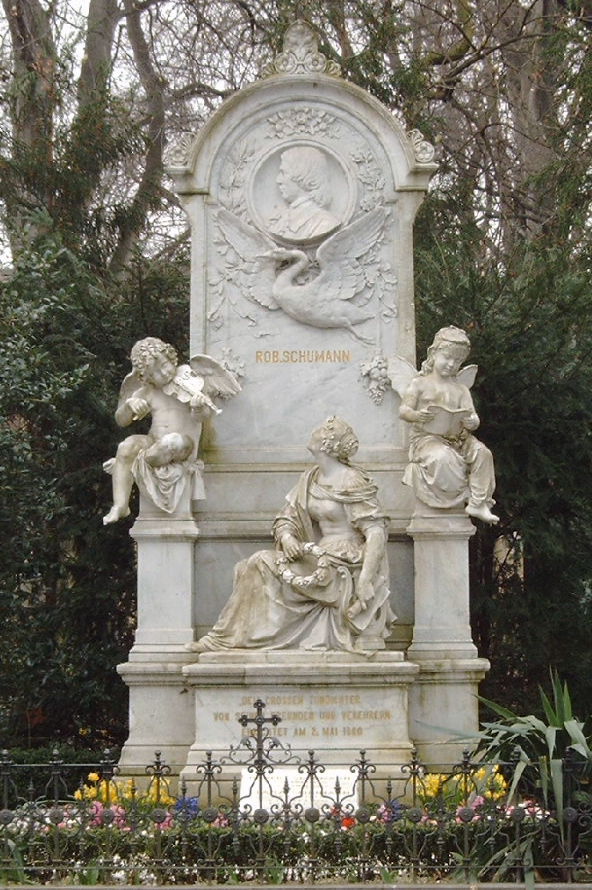
Tomba di Robert Schumann nel cimitero di Alter Friedhof